# Micromoema
 Micromoema  és un gènere de peixos de la família Rivulidae i de l'ordre dels ciprinodontiformes.

## Taxonomia
- Micromoema xiphophora (Thomerson & Taphorn, 1992)[1][2][3][4]